# 索池镇
索池镇，是中华人民共和国甘肃省陇南市成县下辖的一个乡镇级行政单位。
2016年，甘肃省民政厅批复同意撤销索池乡，设立索池镇。

## 行政区划
索池镇下辖以下地区：
安塄村、索池村、栾山村、胡家山村、大草湾村、李家山村、花泉村、唐山村、寨子村、王湾村和大船坝村。